# Seilbahnberg

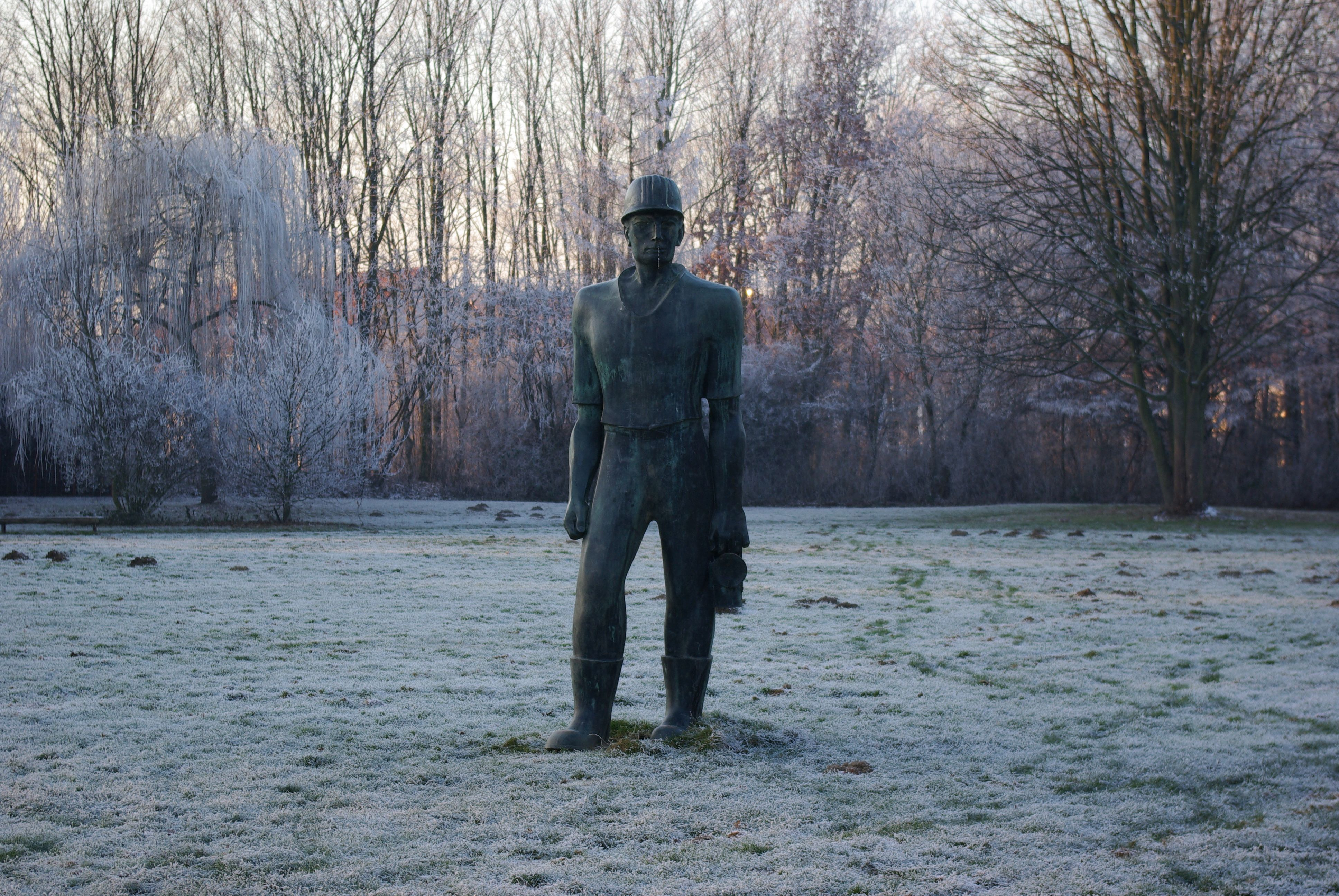
Bergmann im Seilbahnpark

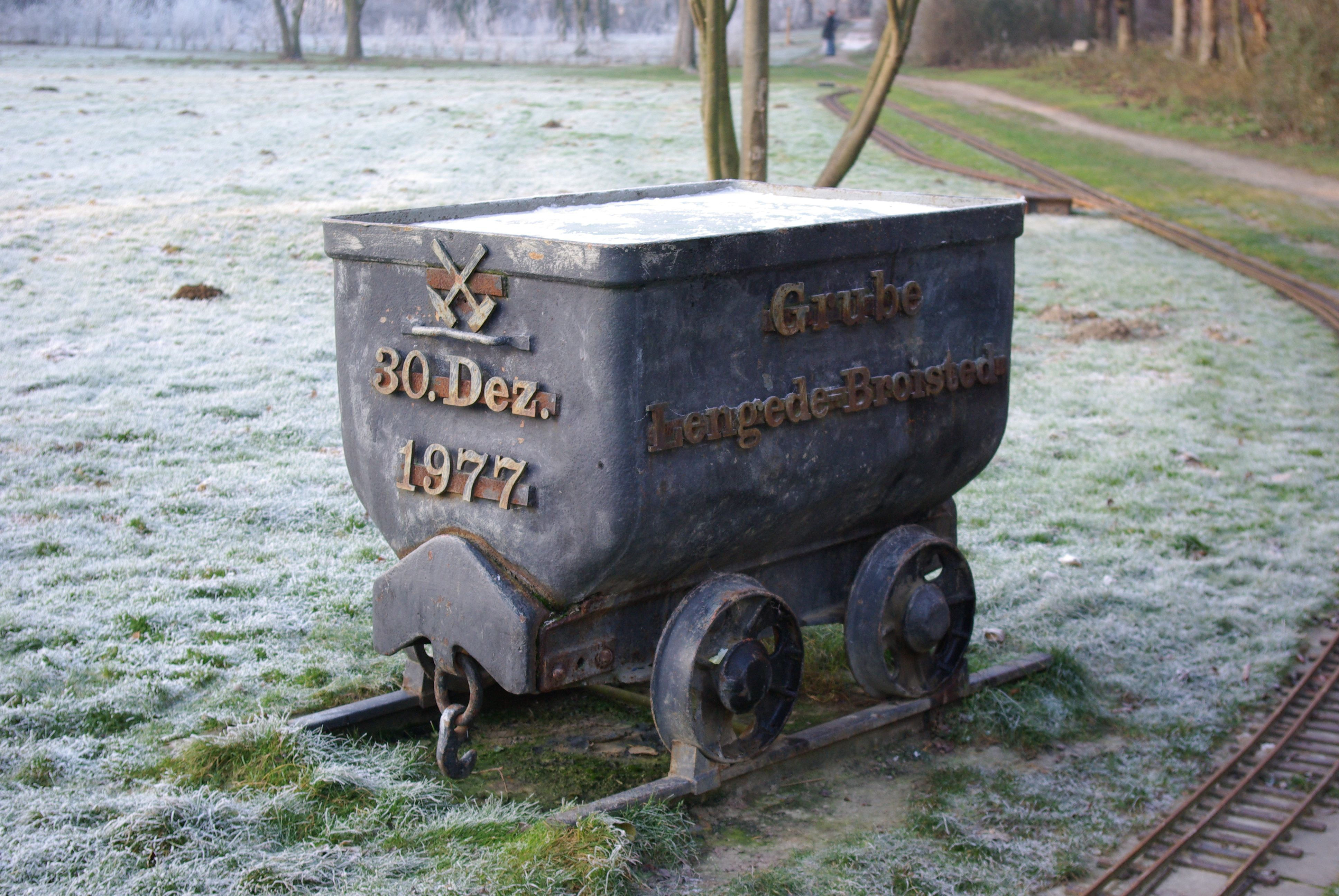
Förderwagen im Seilbahnpark

Der Seilbahnberg ist eine 62,7 Meter (Aufschütthöhe) hohe künstliche Erhebung am östlichen Ortsrand von Lengede im Landkreis Peine.

## Geschichte
Diese Bergehalde entstand in der Zeit von 1917 bis 1927 durch Aufschüttung des Abraums der anliegenden Erztagebaue der Grube Sophienglück-Mathilde. Der über dem Erz des Tagebaus liegende Abraum war bis dahin in ausgeerzten Stellen des Tagebaus abgelagert worden. Als der verfügbare Raum erschöpft war, entschloss man sich, den Abraum auf eine Halde zu kippen. Hierzu wurde 1917 ein Gerüst mit einer Drahtseilbahn gebaut. Das Gerüst war für eine maximale Aufschütthöhe von 90 m ausgelegt. Von dieser Seilbahn erhielt der Berg seinen heutigen Namen. Der Abraum wurde im Tagebau in Loren verladen, mit der Seilbahn den Berg hinaufgezogen und oben automatisch ausgekippt. Auf der anderen Seite des Gerüstes fuhren die Loren leer zum Tagebau zurück. Im März 1926 stürzte durch ein Unwetter ein Teil der Seilbahnanlage zusammen. Als im Tagebau wieder genügend ausgeerzte Flächen zur Abraumlagerung vorhanden waren, wurde der Seilbahnbetrieb etwa im Mai 1927 eingestellt und das Gerüst abgebaut. Die Hänge des Berges wurden anschließend zur Befestigung bepflanzt.
Die Gemarkung, auf der der Seilbahnberg liegt, gehörte bis zur Gebietsreform 1972 zur Feldmark von Bodenstedt, heute ein Ortsteil der Gemeinde Vechelde. Der Berg wurde daher ursprünglich Bodenstedter Berg genannt, diese Bezeichnung hat sich bis heute erhalten. Der Berg ist auch im Ortswappen von Bodenstedt abgebildet.

## Nachnutzung
Im Bereich der ehemaligen Abbauflächen befinden sich die Lengeder Teiche, an die sich der zum Erholungspark ausgebaute Bereich des Seilbahnberges anschließt. Ein Teil der Lengeder Teiche sind als Naturschutzgebiet ausgewiesen worden.

## Sachzeugen
Eine Seilscheibe vom Fördergerüst des ehemaligen Schachtes Mathilde, eine bronzene Bergmannsstatue und ein Förderwagen erinnern an die Lengeder Bergbautradition.